# 屠洪刚
 屠洪刚 （1967年3月15日—），别名屠洪纲，中国大陆男歌手，以阳刚霸气洋溢着爱国精神的歌曲而闻名音乐界。中国民主同盟成员。

## 生平
1967年3月15日，屠洪刚出生于北京市。母亲著名歌唱家呼延生曾任中国铁路文工团歌舞剧团团长，是电影《柳堡的故事》主题曲《九九艳阳天》的原唱。
最初，屠洪刚学习的是京剧艺术，在中国戏曲学院获得学士学位。后来参加全国青年歌手电视大奖赛获优秀歌手奖。
1990年，屠洪刚第一次参加中国中央电视台春节联欢晚会，演唱了春晚开场歌曲《万紫千红》。

## 家庭
屠洪纲结过三次婚，现在第三任妻子岳悦，屠洪纲曾经的经纪人。
- 第一任妻子美籍混血华人黛西，屠洪纲23岁时和她结婚，3年后离婚，两人育有1个儿子屠芮葆，屠芮葆现居美国；[2]
- 第二任妻子方舒，两人在1994年结婚，2002年离婚。方舒和屠洪纲育有1个女儿乖乖，女儿现和方舒一起生活。方前任丈夫是导演陈国星，方舒和陈国星有1个女儿。[2]
- 第三任妻子岳悦，两人2004年结婚。岳及其与前夫的儿子张梓曦跟着屠洪纲生活，后来张梓曦去加拿大留学。[2]

## 作品
| 年份          | 专辑           | 曲目 | 语言 | 出版公司                   | 备注             |
| ------------- | -------------- | --- | ---- | -------------------------- | ---------------- |
| 1989年1月21日 | 《应有尽有》   | 擦亮你的名字 应有尽有 你刺痛了我的心 沙滩过客 敢爱敢做 中国龙 街边 半个月亮 哑口 阿拉丁的故事                                        | 国语 | 上海音像公司               | 专辑在新加坡录制 |
| 1991年11月    | 《感觉自己》   | 感觉自己 等待 给我一点时间 那样一个地方 你的出现 让时间去验证 真实的自我 你是魔鬼你是神 圣母玛利亚 真有这样的爱                      | 国语 | 中国国际文化交流音像出版社 | 首发：北京       |
| 1997年1月1日  | 《中国功夫》   | 中国功夫 孔雀东南飞 霸王别姬 倾诉 誓言 忘记你的眼睛 伴儿 念念不忘 对酒当歌 再见是缘 感谢 用心听                                      | 国语 | 白天鹅音像                 |                  |
| 1999年9月23日 | 《精忠报国》   | 精忠报国 孔雀东南飞 卧虎藏龙 中国功夫 世间的男人 守太平 爱人 江山无限 霸王别姬 爸爸 战士歌唱东方红                                   | 国语 | 滚石唱片                   |                  |
| 2002年7月1日  | 《九九艳阳天》 | 再见，我的爱人 我只在乎你 | 国语 |                            |                  |
| 2004年2月23日 | 《我爱》       | 我爱 你 放手 长途 飞翔 感谢 念念不忘 忘记你的眼睛 三样开泰 乘风而来 倾诉 誓言 爱人                                                   | 国语 | 中国音乐家                 |                  |
| 2005年4月23日 | 《风云2》      | 风云2 风云 你 放手 长途 我爱 爱人 世间男人 感谢 再见，我的爱人 霸王别姬 孔雀东南飞 中国功夫 对酒当歌 江山无限 三羊开泰 飞翔 精忠报国 | 国语 | 星之星文化                 |                  |
| 2011年4月18日 | 《感谢》       | 感谢 | 国语 | 烽楚盛世文化               |                  |